# Осады Бейрута (1772—1773)
Бейрут — во второй половине XVIII века главный город сирийского вилайета Османской империи — в Русско-турецкую войну 1768—1774 годов дважды становился местом боевых действий Российского военно-морского флота.

## Первая осада
7 июня 1772 года отряд лейтенанта Ризо (4 пинка, 2 полугалеры и 1 шебека), посланный для действий против вспомогательных баз турецкого флота y египетских и сирийских берегов, подойдя к Бейруту, открыл огонь по выходившему с рейда турецкому фрегату, который принужден был выброситься на берег. Покончив с фрегатом, Ризо открыл по крепости сильный огонь; непрерывная бомбардировка продолжалась до 12 июня. Нанеся крепости и городу значительные потери, Ризо с отрядом 17 июня ушел в Аузу.

## Вторая осада
В июне 1773 года начальник отряда (2 фрегата, 4 полугалеры, 1 шхуна), посланного для действия y берегов Сирии, лейтенанта Войновича, получил письменную просьбу отложившегося от Турции шейха Аккры и губернатора города Сеиды об оказании помощи восставшим против турок друзам, готовившимся атаковать Бейрут; просьба шейха заканчивалась желанием стать под покровительство России. Войнович отрядил шхуну «Забияка» для блокады, совместно с друзскими вооруженными судами, Бейрута, a 17 июня соединился с отрядом капитана 2-го ранга Кожухова (2 фрегата, 5 поллак и 2 полугалеры), который решил атаковать Бейрут. 25 июля началась правильная блокада и бомбардировка Бейрута. Десант, высаженный на берег, вместе с друзами повёл правильную осаду с суши. 29 сентября (10 октября) крепость капитулировала. Первая статья договора о капитуляции признавала друзов состоящими под покровительством России.

## Российские потери
Убитых ― 34, раненых ― 96, в том числе 6 офицеров.

## Российские трофеи
2 полугалеры (17 пушек), в крепости 14 пушек, 1 мортира, 9 фальконетов, в городе много ручного оружия, дорогих восточных тканей и серебряной посуды.
Кожухов, кроме того, потребовал и взял 300 тысяч пиастров контрибуции, разделённых, согласно морскому уставу, между экипажами.